# Ladykillers
Ladykillers (originaltitel: The Ladykillers) är en brittisk svart komedifilm från 1955 i regi av Alexander Mackendrick. I huvudrollerna ses Katie Johnson, Alec Guinness, Cecil Parker, Herbert Lom, Peter Sellers och Danny Green. Filmen var den sista av de klassiska Ealingkomedierna. År 2004 gjordes en amerikansk nyinspelning av filmen.
År 1999 lät British Film Institute placera filmen på 13:e plats på sin lista över de 100 bästa brittiska filmerna genom tiderna.

## Handling
En liga bestående av fem kufiska kriminella herrar planerar ett bankrån och hyr under förberedelserna ett rum av en gammal änka, under förevändning att de är klassiskt skolade musiker som behöver öva.

## Om filmen
Filmen hade svensk premiär (barnförbjuden) 5 mars 1956 på biografen Palladium i Stockholm. Den fick senare nypremiär på bio med titeln Bankrånarligan. 

## Rollista i urval
- Alec Guinness – Professor Marcus
- Katie Johnson – Mrs Louisa Wilberforce
- Herbert Lom – Louis Harvey
- Peter Sellers – Harry Robinson
- Danny Green – "One-Round" Lawson
- Cecil Parker – Major Claude Courtney
- Jack Warner – poliskommissarien
- Philip Stainton – polissergeanten

## Musik i filmen
- "Minuet in E major", skriven av Luigi Boccherini
- "Silver Threads Among The Gold" (1873), musik av H.P. Danks, text av Eben E. Rexford